# Morris dance
Pour les articles homonymes, voir Morris.
Ne doit pas être confondu avec Moresca.

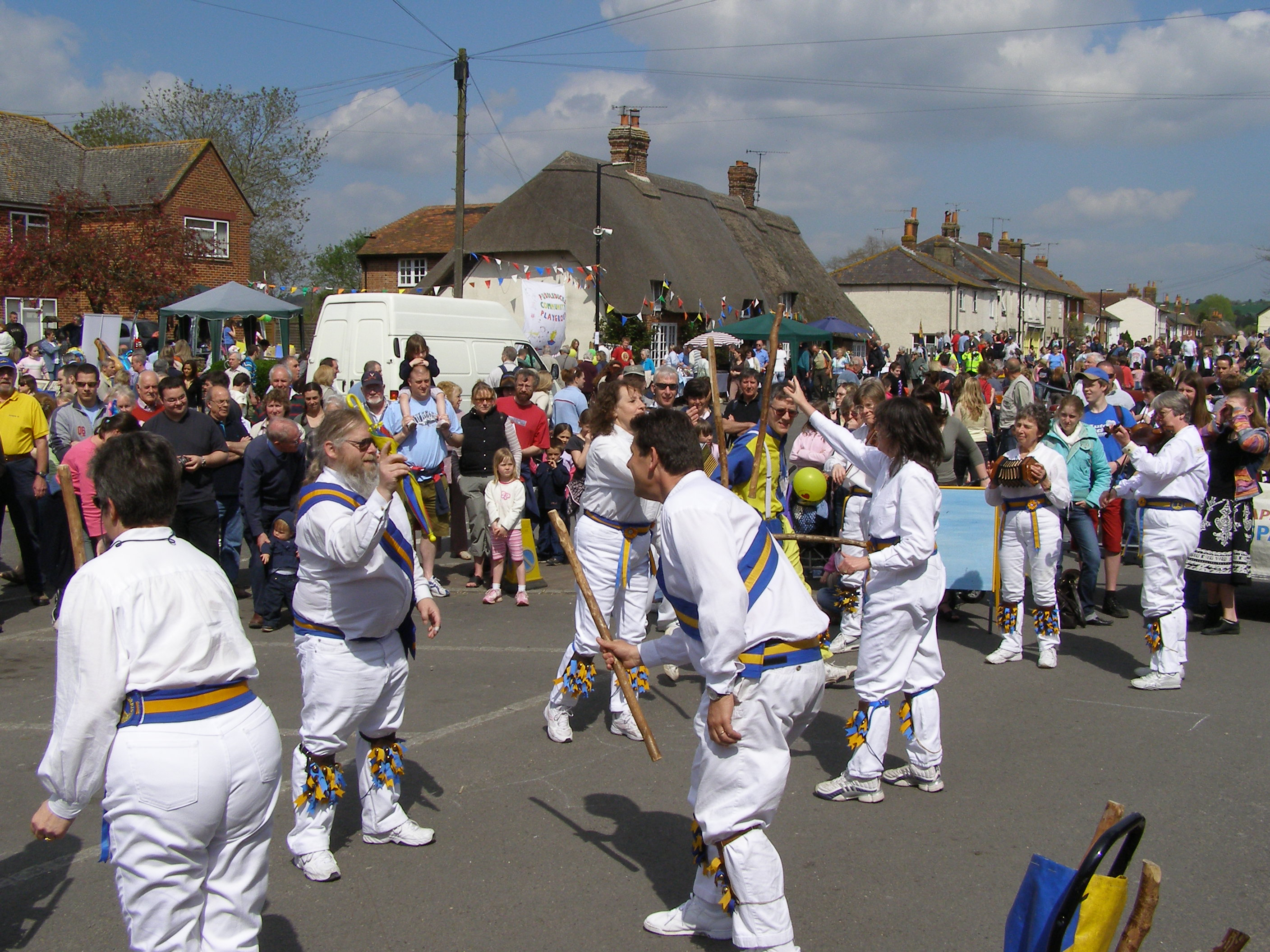
On danse du morris à la Fête du Coucou dans le Wiltshire.

Une Morris dance est une danse folklorique anglaise impliquant des danseurs grimés et déguisés, agitant des accessoires tels que de grands mouchoirs, et portant parfois rubans, pompons, clochettes cousus sur les vêtements.
Les origines de cette forme de danse, bien qu'encore mal connues, remontent au moins au Moyen Âge. Son nom serait tiré d'une corruption du mot anglais moorish (équivalent de l'adjectif français mauresque relatif aux Maures), transformé par la suite en morris.
Elle est ainsi apparentée aux moresques décrites par Thoinot Arbeau dans son Orchésographie en 1589 et, notamment, aux danses des căluşarii roumains et des rusalii macédoniens.
La musique, jouée à l'origine sur un pipeau accompagné d'un tambour, est de nos jours exécutée sur un violon ou un instrument à anche libre, le plus souvent sur des mesures à 6/8 ou à 4/4.